# الاتفاقية الأوروبية لبراءات الاختراع
الاتفاقية الأوروبية لبراءات الاختراع (EPC)، المعروفة أيضاً باسم اتفاقية منح البراءات الأوروبية المؤرخة 5 أكتوبر/تشرين الأول 1973، هي معاهدة متعددة الأطراف تؤسس المنظمة الأوروبية لبراءات الاختراع وتوفّر نظاماً قانونياً مستقلاً تُمنح بموجبه البراءات الأوروبية. يُستخدم مصطلح البراءة الأوروبية للإشارة إلى البراءات الممنوحة بموجب هذه الاتفاقية. ومع ذلك، فإن البراءة الأوروبية ليست حقاً موحداً، بل هي مجموعة من البراءات القابلة للإنفاذ والإلغاء على المستوى الوطني[ملاحظة 1] بشكل مستقل في كل دولة من الدول الأعضاء، مع إمكانية إلغاء مركزي أو تضييق جماعي من خلال نوعين من الإجراءات الموحدة التي تتم بعد منح البراءة: إجراء المعارضة المحدد زمنياً، والذي يمكن لأي شخص -عدا مالك البراءة- أن يباشره؛ وإجراءات التقييد أو الإلغاء، والتي لا يمكن مباشرتها إلا من مالك البراءة نفسه.
توفر الاتفاقية الأوروبية للبراءات إطاراً قانونياً موحداً لمنح البراءات الأوروبية، وذلك من خلال إجراء موحّد ومركزي أمام المكتب الأوروبي للبراءات (EPO). يمكن تقديم طلب براءة اختراع واحد، بلغة واحدة، أمام مكتب براءات الاختراع الأوروبي في ميونيخ، أو إلى فرعه في لاهاي، أو إلى مكتبه الفرعي في برلين، أو لدى مكتب البراءات الوطني في أي دولة متعاقدة، إذا سمح القانون الوطني لتلك الدولة بذلك.

## التاريخ
في شهر سبتمبر من عام 1949، اقترح السيناتور الفرنسي هنري لونشامبون على مجلس أوروبا إنشاء مكتب أوروبي للبراءات. وقد عُرف اقتراحه باسم "خطة لونشامبون"، والذي شكّل بداية العمل على قانون براءات أوروبي يهدف إلى إنشاء "براءة أوروبية". ومع ذلك، لم تعتبر لجنة الخبراء المعنية بشؤون البراءات في المجلس اقتراحه قابلاً للتنفيذ. ومع أن اجتماعات اللجنة لم تُفضِ إلى تبني الخطة، فقد أدت إلى اعتماد اتفاقيتين الأولى تتعلق بالإجراءات الشكلية المطلوبة لتقديم طلبات البراءات (1953)، والثانية تتعلق بالتصنيف الدولي للبراءات (1954).] ثم واصلت لجنة المجلس عملها بشأن القانون الموضوعي للبراءات، ما أدى إلى توقيع اتفاقية ستراسبورغ للبراءات في عام 1963.
عام 1973، عُقد المؤتمر الدبلوماسي في ميونيخ لإنشاء نظام أوروبي لمنح البراءات، ووُقّعت الاتفاقية آنذاك في ميونيخ (ويُشار إلى الاتفاقية أحياناً باسم "اتفاقية ميونيخ"). وقد مثّل توقيع الاتفاقية تتويجاً لعقدٍ كاملٍ من المناقشات التي لعب فيها كل من كورت هارتل، والذي يُعده الكثيرون الأب الروحي للمنظمة الأوروبية للبراءات، وفرانسوا سافينيون دوراً حاسماً.
وَقّعت الاتفاقية رسمياً 16 دولة في 5 أكتوبر/تشرين الأول 1973. ودخلت الاتفاقية حيز النفاذ في 7 أكتوبر/تشرين الأول 1977 في الدول الأولى التالية: بلجيكا، وألمانيا (ألمانيا الغربية آنذاك)، وفرنسا، ولوكسمبورغ، وهولندا، وسويسرا، والمملكة المتحدة، ثم في 1 مايو/أيار 1978 بالنسبة إلى السويد. ومع ذلك، لم تُقدّم أولى طلبات البراءات إلا في 1 يونيو/حزيران 1978، وهو التاريخ الذي حددّته المنظمة الأوروبية لبراءات الاختراع، والذي عقد أول اجتماع له في 19 أكتوبر/تشرين الأول 1977. ومنذ ذلك الحين، انضمت دول أخرى إلى الاتفاقية الأوروبية لبراءات الاختراع (EPC).
تجدر الإشارة إلى أن الاتفاقية الأوروبية للبراءات منفصلة عن الاتحاد الأوروبي (EU)، وتختلف عضويتها عنه؛ إذ إن سويسرا، وليختنشتاين، وتركيا، وموناكو، وآيسلندا، والنرويج، ومقدونيا الشمالية، وسان مارينو، وألبانيا، وصربيا، والمملكة المتحدة، والجبل الأسود أطراف في الاتفاقية لكنها ليست أعضاءً في الاتحاد الأوروبي. علاوة على ذلك، فإن الاتحاد الأوروبي نفسه ليس طرفاً في الاتفاقية، على الرغم من أن جميع الدول الأعضاء في الاتحاد الأوروبي هي أيضاً أطراف في الاتفاقية. وحتى أكتوبر/تشرين الأول 2022، أصبحت الاتفاقية سارية في 39 دولة. وقد أصبحت الجبل الأسود الدولة المتعاقدة رقم 39 في 1 أكتوبر/تشرين الأول 2022.
في نوفمبر/تشربن الثاني 2000، عُقد مؤتمر دبلوماسي في ميونيخ من أجل مراجعة الاتفاقية، وكان من بين أهدافه دمج التطورات الجديدة في القانون الدولي داخل الاتفاقية الأوروبية للبراءات، وكذلك إضافة مستوى من الرقابة القضائية على قرارات هيئات الاستئناف. وقد دخل النص المعدّل، المعروف بشكل غير رسمي باسم اتفاقية البراءات الأوروبية 2000، حيز النفاذ في 13 ديسمبر/كانون الأول 2007.

### اتفاقيات التعاون مع الدول غير المتعاقدة: اتفاقيات التمديد والتحقق
| الدول المتعاقدة في الاتفاقية الأوروبية للبراءات، مع تاريخ دخولها حيز النفاذ | الدول المتعاقدة في الاتفاقية الأوروبية للبراءات، مع تاريخ دخولها حيز النفاذ                     | الدول المتعاقدة في الاتفاقية الأوروبية للبراءات، مع تاريخ دخولها حيز النفاذ                     |
| التاريخ                                                                     | الدول                                                                                           | الدول                                                                                           |
| --------------------------------------------------------------------------- | ----------------------------------------------------------------------------------------------- | ----------------------------------------------------------------------------------------------- |
| 7 أكتوبر 1977                                                               | بلجيكا، ألمانيا (عندما كانت ألمانيا الغربية)، فرنسا، لوكسمبورغ، هولندا، سويسرا، المملكة المتحدة | بلجيكا، ألمانيا (عندما كانت ألمانيا الغربية)، فرنسا، لوكسمبورغ، هولندا، سويسرا، المملكة المتحدة |
| 1 مايو 1978                                                                 | السويد                                                                                          | السويد                                                                                          |
| 1 ديسمبر 1978                                                               | Italy                                                                                           | Italy                                                                                           |
| 1 مايو 1979                                                                 | النمسا                                                                                          | النمسا                                                                                          |
| 1 أبريل 1980                                                                | ليختنشتاين                                                                                      | ليختنشتاين                                                                                      |
| 1 أكتوبر 1986                                                               | اليونان، إسبانيا                                                                                | اليونان، إسبانيا                                                                                |
| 1 يناير 1990                                                                | الدنمارك                                                                                        | الدنمارك                                                                                        |
| 1 ديسمبر 1991                                                               | موناكو                                                                                          | موناكو                                                                                          |
| 1 يناير 1992                                                                | البرتغال                                                                                        | البرتغال                                                                                        |
| 1 أغسطس 1992                                                                | أيرلندا                                                                                         | أيرلندا                                                                                         |
| 1 مارس 1996                                                                 | فنلندا                                                                                          | فنلندا                                                                                          |
| 1 أبريل 1998                                                                | قبرص                                                                                            | قبرص                                                                                            |
| 1 نوفمبر 2000                                                               | تركيا                                                                                           | تركيا                                                                                           |
| 1 يوليو 2002                                                                | بلغاريا، جمهورية التشيك، إستونيا، سلوفاكيا                                                      | بلغاريا، جمهورية التشيك، إستونيا، سلوفاكيا                                                      |
| 1 ديسمبر 2002                                                               | سلوفينيا                                                                                        | سلوفينيا                                                                                        |
| 1 يناير 2003                                                                | المجر                                                                                           | المجر                                                                                           |
| 1 مارس 2003                                                                 | رومانيا                                                                                         | رومانيا                                                                                         |
| 1 مارس 2004                                                                 | بولندا                                                                                          | بولندا                                                                                          |
| 1 نوفمبر 2004                                                               | آيسلندا                                                                                         | آيسلندا                                                                                         |
| 1 ديسمبر 2004                                                               | ليتوانيا                                                                                        | ليتوانيا                                                                                        |
| 1 يوليو 2005                                                                | لاتفيا                                                                                          | لاتفيا                                                                                          |
| 1 مارس 2007                                                                 | مالطا                                                                                           | مالطا                                                                                           |
| 1 يناير 2008                                                                | النرويج، كرواتيا                                                                                | النرويج، كرواتيا                                                                                |
| 1 يناير 2009                                                                | مقدونيا الشمالية                                                                                | مقدونيا الشمالية                                                                                |
| 1 يوليو 2009                                                                | سان مارينو                                                                                      | سان مارينو                                                                                      |
| 1 مايو 2010                                                                 | ألبانيا                                                                                         | ألبانيا                                                                                         |
| 1 أكتوبر 2010                                                               | صربيا                                                                                           | صربيا                                                                                           |
| 1 أكتوبر 2022                                                               | الجبل الأسود                                                                                    | الجبل الأسود                                                                                    |

| الدول التي لديها اتفاقية تمديد (E) أو اتفاقية تحقق (V) مع المكتب الأوروبي لبراءات الاختراع (EPO)، مع تاريخ دخولها حيز النفاذ | الدول التي لديها اتفاقية تمديد (E) أو اتفاقية تحقق (V) مع المكتب الأوروبي لبراءات الاختراع (EPO)، مع تاريخ دخولها حيز النفاذ | الدول التي لديها اتفاقية تمديد (E) أو اتفاقية تحقق (V) مع المكتب الأوروبي لبراءات الاختراع (EPO)، مع تاريخ دخولها حيز النفاذ |
| التاريخ | الدول | الدول |
| --- | --- | --- |
| 1 ديسمبر 2004 | البوسنة والهرسك (E) | البوسنة والهرسك (E) |
| 1 مارس 2015 | المغرب (V) | المغرب (V) |
| 1 نوفمبر 2015 | مولدوفا (V) | مولدوفا (V) |
| 1 ديسمبر 2017 | تونس (V) | تونس (V) |
| 1 مارس 2018 | كمبوديا (V) | كمبوديا (V) |
| 15 يناير 2024 | جورجيا (V) | جورجيا (V) |
| 1 أبريل 2025 | لاوس (V) | لاوس (V) |

| الدول التي أبرمت اتفاقية تمديد مع المكتب الأوروبي لبراءات الاختراع، والتي أصبحت الآن دولاً متعاقدة في اتفاقية البراءات الأوروبية | الدول التي أبرمت اتفاقية تمديد مع المكتب الأوروبي لبراءات الاختراع، والتي أصبحت الآن دولاً متعاقدة في اتفاقية البراءات الأوروبية | الدول التي أبرمت اتفاقية تمديد مع المكتب الأوروبي لبراءات الاختراع، والتي أصبحت الآن دولاً متعاقدة في اتفاقية البراءات الأوروبية |
| الفترة التي تم خلالها تطبيق الاتفاقية                                                                                           | الفترة التي تم خلالها تطبيق الاتفاقية                                                                                           | الدول |
| من | إلى | الدول |
| --- | --- | --- |
| 1 مارس 1994 | 30 نوفمبر 2002 | سلوفانيا |
| 1 مارس 1994 | 31 ديسمبر 2007 | كرواتيا |
| 5 يوليو 1994 | 30 نوفمبر 2004 | ليتوانيا |
| 1 مايو 1995 | 30 June 2005 | لاتفيا |
| 1 فبراير 1996 | 30 أبريل 2010 | ألبانيا |
| 15 أكتوبر 1996 | 28 فبراير 2003 | رومانيا |
| 1 نوفمبر 1997 | 31 ديسمبر 2008 | مقدونيا الشمالية (سابقاً جمهورية مقدونيا)                                                                                        |
| 1 نوفمبر 2004 | 30 September 2010 | صربيا |
| 1 مارس 2010 | 30 September 2022 | مونتينغرو |

على مدار تاريخ الاتفاقية الأوروبية لبراءات الاختراع (EPC)، أبرمت بعض الدول غير المتعاقدة اتفاقيات تعاون مع المنظمة الأوروبية للبراءات، تُعرف باتفاقيات التمديد أو التصديق. تصبح هذه الدول حينئذ "دول تمديد" أو "دول تحقّق"، ما يعني أن البراءات الأوروبية التي يمنحها المكتب الأوروبي للبراءات (EPO) يمكن تمديد أثرها إلى تلك الدول من خلال دفع رسوم إضافية واستكمال بعض الاجراءات الشكلية. يُبرم هذه الاتفاقيات رئيس المكتب الأوروبي للبراءات نيابة عن المنظمة الأوروبية للبراءات وفقًا للمادة 33(4) من اتفاقية البراءات الأوربية، ولا تستند إلى "تطبيق مباشر للاتفاقية الأوروبية للبراءات، بل تستند حصريًا إلى قوانين وطنية تُعدّ على غرار الاتفاقية"، وتُبرم بهدف المساعدة في تأسيس وإنشاء حقوق ملكية وطنية في تلك الدول. كما هو الحال في الدول المتعاقدة مع المكتب الأوروبي للبراءات، فإن الحقوق الممنوحة بموجب البراءات الأوروبية التي يتم التحقق منها أو تمديدها إلى هذه الدول تُعادل حقوق البراءات الوطنية في تلك الدول. ومع ذلك، فإن تمديد أثر براءة أوروبية أو طلب براءة إلى هذه الدول "لا يخضع لاختصاص هيئات الطعن والاستئناف [المكتب الأوروبي للبراءات]."
اعتبارًا من أبريل/نيسان 2025، أبرمت البوسنة والهرسك اتفاقية تمديد مع المكتب الأوروبي للبراءات، ما يعني عمليًا أنه يمكن تسمية هذه الدولة في طلب براءة أوروبي. ومنذ ذلك الحين، أصبحت عدة دول أخرى كانت تُعد سابقًا "دول تمديد" دولًا متعاقدة في اتفاقية البراءات الأوروبية لاحقًا. بالإضافة إلى ذلك، فإن "اتفاقيات التصديق" المبرمة مع المغرب، ومولدوفا، وتونس، وكمبوديا، وجورجيا، ولاوس، أصبحت سارية اعتبارًا من التواريخ التالية على التوالي: 1 مارس/أذار 2015، 1 نوفمبر/تشرين الثاني 2015، 1 ديسمبر/كانون الأول 2017، 1 مارس/أذار 2018، 15 يناير/كانون الثاني 2024، و1 أبريل/نيسان 2025

## الطبيعة القانونية والمحتوى
تُعد اتفاقية البراءات الأوروبية "اتفاقًا خاصًا بالمعنى المقصود في المادة 19 من اتفاقية باريس لحماية الملكية الصناعية، الموقعة في باريس في 20 مارس/أذار 1883 والمعدّلة آخر مرة في 14 يوليو/تموز 1967، كما تُعد معاهدة براءات إقليمية بالمعنى المقصود في المادة 45، الفقرة 1، من معاهدة التعاون بشأن البراءات المؤرخة في 19 يونيو/حزيران 1970." ولا تؤدي اتفاقية البراءات الأوروبية حاليًا إلى منح براءات قابلة للإنفاذ بشكل مركزي في الدول الـ 39 جميعها، على الرغم من أن براءة الاتحاد الأوروبي تسمح بتأثير موحد: الإنفاذ المركزي في 24 من أصل 27 دولة من دول الاتحاد الأوروبي.
يتضمن محتوى الاتفاقية عدة نصوص بالإضافة إلى المواد الأساسية البالغ عددها 178 مادة. وتُعد هذه النصوص الإضافية جزءًا لا يتجزأ من الاتفاقية، وهي تشمل:
- "اللوائح التنفيذية لاتفاقية منح البراءات الأوروبية"، والمعروفة عمومًا باسم "اللوائح التنفيذية". وتتمثل وظيفة اللوائح التنفيذية في "تحديد كيفية تطبيق المواد بمزيد من التفصيل".[36] وفي حال وجود تعارض بين أحكام اتفاقية البراءات الأوروبية وأحكام اللوائح التنفيذية، تسود أحكام الاتفاقية الأوروبية للبراءات.[37]
- "البروتوكول المتعلق بالاختصاص القضائي والاعتراف بالقرارات المتعلقة بالحق في منح براءة أوروبية"، والمعروف عمومًا باسم "بروتوكول الاعتراف". ويتناول هذا البروتوكول الحق في منح براءة أوروبية، لكنه يُطبق حصريًا على طلبات براءات الاختراع الأوروبية.
- "البروتوكول المتعلق بالامتيازات والحصانات للمنظمة الأوروبية للبراءات"، والمعروف عمومًا باسم "بروتوكول الامتيازات والحصانات"؛
- "بروتوكول مركزية نظام البراءات الأوروبية وإدخاله"، والمعروف باسم "بروتوكول المركزية"؛
- "البروتوكول المتعلق بتفسير المادة 69 من الاتفاقية"؛
- "البروتوكول المتعلق بالموظفين العاملين في المكتب الأوروبي للبراءات في لاهاي"، والمعروف باسم "بروتوكول ملاك الموظفين".

## الاعتراض
يوجد نوعان فقط من الإجراءات المركزية التي يمكن تنفيذها بعد منح البراءة، وهما إجراء الاعتراض، وإجراءات التقييد والإلغاء. يُعدّ إجراء الاعتراض، والمنظّم بموجب اتفاقية البراءات الأوروبية (EPC)، أداة قانونية تتيح لأطراف ثالثة تقديم اعتراض على براءة أوروبية خلال تسعة أشهر من تاريخ منح تلك البراءة. وهو إجراء شبه قضائي، قابل للاستئناف، ويمكن أن يؤدي إلى الإبقاء على البراءة كما هي، أو الإبقاء عليها بصيغة معدلة، أو إلغائها بالكامل. وفي الوقت ذاته الذي يُقدَّم فيه الاعتراض، قد تكون البراءة الأوروبية محلّ نزاع قانوني على المستوى الوطني (على سبيل المثال، في قضية انتهاك). ويجوز للمحاكم الوطنية تعليق مثل هذه الإجراءات القضائية المتعلقة بالانتهاك لحين صدور نتيجة الاعتراض، وذلك لتجنّب إجراءات متوازية في الإجراءات القضائية والحد من حالة عدم اليقين التي قد تنشأ عن ذلك.

## منح البراءة وتأثيرها والترجمة
على خلاف الطبيعة الموحدة والإقليمية لطلب البراءة الأوروبية، فإن البراءة الأوروبية الممنوحة لا تتمتع بطابع موحد فعلي، باستثناء ما يتعلق بإجراءات الاعتراض.. [بحاجة لتحديث] بمعنى آخر، فإن البراءة الأوروبية الممنوحة في إحدى الدول المتعاقدة تُعتبر مستقلة فعليًا عن البراءة ذاتها في أي دولة متعاقدة أخرى، باستثناء فيما يخص إجراء الاعتراض.

## الإنفاذ والصلاحية
جميع سمات البراءة الأوروبية تقريبًا في دولة متعاقدة - مثل الملكية، الصلاحية، والتعدي والانتهاك - يُبتّ فيها بشكل مستقل بموجب القانون الوطني المعني، باستثناء إجراءات الاعتراض، وإجراءات التقادم، والإلغاء كما هو مذكور أعلاه. وعلى الرغم من أن اتفاقية البراءات الأوروبية (EPC) تفرض بعض القيود العامة، إلا أنها تنص صراحة على تطبيق القانون الوطني في تفسير جميع السمات الجوهرية للبراءة الأوروبية في أي دولة متعاقدة، مع استثناءات قليلة فقط.

## مدة سريان (صلاحية) براءة الاختراع الأوروبية
تُلزم اتفاقية البراءات الأوروبية جميع الولايات القضائية بمنح البراءة الأوروبية مدة سريان قدرها 20 عامًا تبدأ من تاريخ إيداع الطلب.ويُقصد بتاريخ الإيداع إمّا تاريخ تقديم طلب براءة أوروبي، أو تاريخ تقديم طلب دولي وفق معاهدة التعاون بشأن البراءات (PCT) إذا عُيّن فيالمكتب الأوروبي للبراءات (EPO). من الجدير بالذكر أن تاريخ الإيداع ليس بالضرورة هو تاريخ الأولوية، إذ قد يكون تاريخ الأولوية أقدم بسنة واحدة تقريبًا. وقد تُمدّد مدة البراءة الأوروبية بموجب القانون الوطني إذا كان يوفّر تمديدًا للتعويض عن تأخير الموافقة التنظيمية السابقة للتسويق. أما بالنسبة للدول الأعضاء في المنطقة الاقتصادية الأوروبية (EEA)، فيتم هذا التمديد من خلال ما يُعرف بـ "شهادة الحماية التكميلية (SPC)".

## العلاقة مع معاهدة التعاون بشأن البراءات
يمكن أن ينتج طلب براءة أوروبي عن تقديم طلب دولي بموجب معاهدة التعاون بشأن البراءات (PCT)، أي تقديم طلب براءة، ثم الدخول في ما يُعرف باسم "المرحلة الإقليمية الأوروبية"، وهي الانتقال من المرحلة الدولية إلى إجراءات البراءة على المستوى الأوروبي. بالتالي، يُطلق على طلب البراءة الأوروبي في هذه الحالة اسم "طلب Euro-PCT"، ويُقال إن المكتب الأوروبي للبراءات (EPO) يعمل بصفته المكتب المعين أو المنتخب.. وفي حال حدوث تعارض بين أحكام اتفاقية البراءات الأوروبية (EPC) وأحكام معاهدة التعاون بشأن البراءات PCT، فإن أحكام معاهدة التعاون ولائحتها التنفيذية تسود على أحكام الاتفاقية الأوروبية.
أغلقت اثنتا عشرة دولة متعاقدة في اتفاقية البراءات الأوروبية مسارها الوطني، والدول هي: بلجيكا، وقبرص، وفرنسا، واليونان، وإيرلندا، ولاتفيا، ومالطا، وموناكو، والجبل الأسود، وهولندا، وسان مارينو، وسلوفينيا. وإغلاق المسار الوطني يعني أي أنه لا يمكن الحصول على براءة وطنية في هذه الدول من خلال المرحلة الدولية لمعاهدة التعاون بشأن البراءات (PCT) دون الدخول في المرحلة الإقليمية الأوروبية والحصول على براءة أوروبية. أما بالنسبة لـ إيطاليا، فقد كان المسار الوطني مغلقًا حتى 30 يونيو/حزيران 2020، لكن إيطاليا قامت بإعادة فتحه لطلبات معاهدة التعاون PCT المقدمة اعتبارًا من 1 يوليو/تموز 2020.

## للاستزادة
- M. van Empel (14 نوفمبر 1975). The Granting of European Patents. Springer Netherlands. ISBN:978-90-286-0365-3. مؤرشف من الأصل في 2022-04-07.
- Gerald Paterson (1992). The European Patent System: The Law and Practice of the European Patent Convention. Sweet and Maxwell. مؤرشف من الأصل في 2022-04-07.
- Singer، Margarete؛ Stauder، Dieter (2003a). The European Patent Convention: A Commentary. Substantive Patent Law – Preamble, Articles 1 to 89. Thomson/Sweet & Maxwell. ISBN:978-0-421-83150-6. مؤرشف من الأصل في 2022-04-07.
- Singer، Margarete؛ Stauder، Dieter (2003b). The European Patent Convention: A Commentary. Procedural patent law - article 90 to article 178. Volume 2. Sweet & Maxwell. ISBN:978-0-421-83170-4. مؤرشف من الأصل في 2022-04-07.
- Veronese، Andrea؛ Watchorn، Peter (2008). Procedural Law Under the EPC-2000: A Practical Guide for Patent Professionals and Candidates for the European Qualifying Examination. Kastner. ISBN:978-3-937082-90-5. مؤرشف من الأصل في 2022-04-07.
- Marcus O. Müller؛ Cees A.M. Mulder (27 فبراير 2015). Proceedings Before the European Patent Office: A Practical Guide to Success in Opposition and Appeal. Edward Elgar Publishing. ISBN:978-1-78471-010-1. مؤرشف من الأصل في 2022-04-07.
- Benkard (2022). Beckedorf, Ingo; Ehlers, Jochen (eds.). Europäisches Patentübereinkommen (بالألمانية) (4. Auflage ed.). München: C.H.BECK. ISBN:978-3-406-76195-9.
- Visser's Annotated European Patent Convention (ط. 2022). Alphen aan den Rijn: Kluwer Law International. 2022. ISBN:9789403545011.

## وصلات خارجية
- The European Patent Convention
- نصوص قانونية من مكتب البراءات الأوروبي (EPO)، بما في ذلك نص اتفاقية براءات الاختراع الأوروبية.

1. ↑  يقع فرع لاهاي للمكتب الأوروبي لبراءات الاختراع في رايسفايك.[6]
2. ↑  تنطبق الاتفاقية أيضاً على مقاطعات وأقاليم ما وراء البحار الفرنسية. انظر ملخص المجال الإقليمي لتطبيق معاهدات براءات الاختراع الدولية (الوضع في 1 مارس 2013)، EPO OJ 4/2013, p. 269, footnote 4.
3. ↑  صادقت هولندا على اتفاقية البراءات الأوروبية في 7 أكتوبر 1977. اعتباراً من 4 أبريل 2007، أصبحت الاتفاقية تنطبق أيضاً على جزر الأنتيل الهولندية (حالياً الجزر الكاريبية الهولندية، كوراساو، سينت مارتن). لا تنطبق الاتفاقية على أروبا. انظر ملخص المجال الإقليمي لتطبيق معاهدات براءات الاختراع الدولية (الوضع في 1 مارس 2013)، EPO OJ 4/2013, p. 269, footnote 6, وقالب:EPO Guidelines "Contracting States to the EPC".
4. ↑  تنطبق المعاهدة أيضاً على جزيرة مان. انظر ملخص المجال الإقليمي لتطبيق معاهدات براءات الاختراع الدولية (الوضع في 1 مارس/آذار 2013)، EPO OJ 4/2013, p. 269, footnote 7. علاوة على ذلك، يمكن أيضًا تسجيل براءات الاختراع الأوروبية السارية في المملكة المتحدة في أقاليم ما وراء البحار البريطانية والتي تتضمن أنغويلا، وبرمودا، وجزر فيرجن البريطانية، وجزر كايمان، وجزر فوكلاند، وجبل طارق، وغيرنسي، وجيرسي، ومونتسيرات، وجزر تركس وكايكوس، بالإضافة إلى دول الكومنولث وهي بليز وفيجي وغرينادا وغيانا وكيريباتي وجزر سليمان وتوفالو، بشكل عام في غضون 3 سنوات. منح براءة الاختراع الأوروبية كما هو موضح في "تسجيل براءات الاختراع الأوروبية (المملكة المتحدة) في تبعيات التاج البريطاني، والأقاليم البريطانية في الخارج، ودول الكومنولث"، OJ EPO 2018, A97. وأخيرًا، فيما يتعلق بتسجيل طلبات براءات الاختراع الأوروبية وبراءات الاختراع في هونغ كونغ (SAR)، فإن ذلك ممكن أيضًا، راجع "حماية براءات الاختراع في منطقة الإدارة الخاصة في هونغ كونغ"، OJ EPO 2009, 546 وقانون البراءات في هونغ كونغ.
5. ↑  لا تنطبق الاتفاقية الأوروبية لبراءات الاختراع على جرينلاند وجزر فارو. راجع ملخص المجال الإقليمي لتطبيق معاهدات براءات الاختراع الدولية (الوضع في 1 مارس 2013), EPO OJ 4/2013, p. 269, footnote 3.
6. ↑  لا يوجد استخدام ثابت لتعبير محدد للإشارة إلى "براءة الاختراع الأوروبية في دولة متعاقدة معينة مُنحت من أجلها". تستخدم المادة تعبير "براءة اختراع أوروبية في دولة متعاقدة" وهو الأكثر اتساقًا مع النص الرسمي، أي EPC.